# هرون بی (آلاباما)
هرون بی (به انگلیسی: Heron Bay) یک منطقهٔ مسکونی در ایالات متحده آمریکا است که در شهرستان موبایل، آلاباما واقع شده‌است. هرون بی ۳٫۰۵ متر بالاتر از سطح دریا واقع شده‌است.